# Сиу, Юм-Тон
Ся́о Иньта́н (кит. трад. 蕭蔭堂, упр. 萧荫堂, пиньинь Xiāo Yìntáng, ютпхин Siu1 Jam3-tong4, род.6 мая 1943) — китайский и американский математик, лауреат премий. В соответствии с принятой в середине XX века в англоязычных странах системой романизации Уэйда — Джайлза его фамилия и имя записывались латиницей как Siu Yum-tong, поэтому в публикациях на английском языке его обычно записывают как Yum-Tong Siu.

## Биография
Родился 6 мая 1943 года в Гуанчжоу провинции Гуандун Китайской Республики. После проигрыша гоминьдановцами гражданской войны его семья бежала сначала в Макао, а потом в Гонконг, где он в 1963 году получил степень бакалавра в Гонконгском университете. Затем он переехал в США, где стал магистром Миннесотского университета, а в 1966 году получил степень Ph.D. в Принстонском университете.
В 1983 и 2002 годах был пленарным докладчиком Международного конгресса математиков.

## Членство в научных обществах
- Член-корреспондент Гёттингенской академии наук (1993)
- Член Американской академии искусств и наук (1998)
- Член Национальной академии наук США (2002)[3][4]
- Иностранный член Китайской академии наук (2004)[5][6]
- Член Academia Sinica[англ.] (2004)